# Segwagwa
Segwagwa is een dorp in het district Southern in Botswana. De plaats telt 1056 inwoners (2011).